# Werbemusik
Werbemusik ist ein Werbemittel der Markenkommunikation und dient dazu, dem möglichen Kunden (der Zielgruppe) mit einem Produkt, einer Leistung des Werbetreibenden zu identifizieren. Sie soll das Image einer Marke mit einem Gefühl verbinden und so die Bindung an das beworbene Produkt verbessern und verstärken. Werbemusik ist inzwischen eine eigene Gattung musikalischer Kompositionen und wird für Markenhersteller und Werbeagenturen komponiert und produziert.
Enthält das Intro des Werbespots viel Musik, dann steht sie im Vordergrund. Ist es nur wenig, dann steht sie im Hintergrund.
Werbemusik wird in folgende Formen unterschieden:
- Signal (kurze, meist instrumentale Tonfolge)
- Audiologo oder Kennmotiv (der Produktname wird vertont)
- Jingle (der Slogan der Marke wird vertont, z. B. "Haribo macht Kinder froh und Erwachsene ebenso")
- Werbesong

Soundalike
Rückgriff (Umtextung von traditionellem Liedgut)
- (instrumentale) Hintergrundmusik (meist Produktionsmusik)

Musik in Werbung dient also der Produktdifferenzierung sowie der Verstärkung der Erinnerungen und Eindrücke. Beide Kriterien können musikalisch durch folgende Funktionen erreicht werden:
- es wird die Aufmerksamkeit erregt
- es entsteht eine positive Stimmung
- der Hörer wird gedanklich-emotional z. B. in seine Kindheit oder den Urlaub versetzt

Durch die Musik assoziiert der Hörer eine Emotion mit dem beworbenen Produkt, die Musik dient der besseren Wiedererkennung eines Slogans/Produktnamens. Um Lizenzkosten einzusparen, werden häufig so genannte Soundalikes eingesetzt, also Songs, die so komponiert, getextet und produziert sind, dass sie wie bekannte Hits oder Kultsongs klingen. Diese Soundalikes (in manchen Zusammenhängen auch „Recomposition“ genannt) sind jedoch im rechtlichen Sinne meist eigenständige, originäre Kompositionen. Die Abwandlungen in der Melodie und im Text sind oft minimal.